# Турівська сільська рада (Теофіпольський район)
Турі́вська сільська́ ра́да — колишня адміністративно-територіальна одиниця та орган місцевого самоврядування в Теофіпольському районі Хмельницької області. Адміністративний центр — село Турівка.

## Загальні відомості
Турівська сільська рада утворена в 1991 році.
- Територія ради: 17,917 км²
- Населення ради: 630 осіб (станом на 2001 рік)
- Територією ради протікає річка Тернавка

## Населені пункти
Сільській раді підпорядковані населені пункти:
- с. Турівка
- с. Червона Дубина

## Склад ради
Рада складається з 12 депутатів та голови.
- Голова ради:
- Секретар ради: Гуменюк Антоніна Іванівна

### Керівний склад попередніх скликань
| Прізвище, ім'я, по батькові | Основні відомості                                                         | Дата обрання | Дата звільнення |
| --------------------------- | ------------------------------------------------------------------------- | ------------ | --------------- |
| Долинська Ольга Василівна   | Сільський голова, 1957 року народження, освіта вища, член Народної партії | 26.03.2006   | 31.10.2010      |
| Долинська Ольга Василівна   | Сільський голова, 1957 року народження, освіта вища, член Народної партії | 31.10.2010   | 29.05.2015      |

Примітка: таблиця складена за даними сайту Верховної Ради України

### Депутати
За результатами місцевих виборів 2010 року депутатами ради стали:

#### За суб'єктами висування
| Суб'єкт висування                                       | Кількість обраних депутатів | %    |
| ------------------------------------------------------- | --------------------------- | ---- |
| Народна партія                                          | 8                           | 66,7 |
| Політична партія Всеукраїнське об'єднання «Батьківщина» | 2                           | 16,7 |
| Самовисування                                           | 2                           | 16,7 |

#### За округами
| № округу                                                | Прізвище, ім'я, по батькові    | Дата визнання обраним | Освіта  | Партійна приналежність                        | Відомості про обраного депутата                           |
| ------------------------------------------------------- | ------------------------------ | --------------------- | ------- | --------------------------------------------- | --------------------------------------------------------- |
| Народна Партія                                          |                                |                       |         |                                               |                                                           |
| 2                                                       | Коробейко Микола Олександрович | 01.11.2010            | середня | член Народної партії                          | ТОВ «Україна 2001», агроном                               |
| 4                                                       | Коробейко Тамара Василівна     | 01.11.2010            | вища    | член Народної партії                          | ТОВ «Україна 2001», бухгалтер                             |
| 5                                                       | Коломієць Віктор Дмитрович     | 01.11.2010            | вища    | член Народної партії                          | ТОВ «Україна 2001», інженер                               |
| 6                                                       | Пархомчук Віктор Віталійович   | 01.11.2010            | середня | член Народної партії                          | ТОВ «Україна 2001», бригадир будівельної бригади          |
| 7                                                       | Гуменюк Антоніна Іванівна      | 01.11.2010            | вища    | член Народної партії                          | Турівська сільська рада, секретар                         |
| 8                                                       | Пасічник Тетяна Володимирівна  | 01.11.2010            | вища    | член Народної партії                          | ТОВ «Україна 2001», бухгалтер                             |
| 10                                                      | Коробейко Наталія Андріївна    | 01.11.2010            | вища    | член Народної партії                          | ТОВ «Україна 2001», бухгалтер                             |
| 12                                                      | Пасічник Олександр Павлович    | 01.11.2010            | середня | член Народної партії                          | ТОВ «Україна 2001», водій                                 |
| Політична партія Всеукраїнське об'єднання «Батьківщина» |                                |                       |         |                                               |                                                           |
| 9                                                       | Молдован Ірина Володимирівна   | 01.11.2010            | вища    | член Всеукраїнського об'єднання «Батьківщина» | Дитячий садок, вихователь                                 |
| 11                                                      | Чорненький Василь Леонідович   | 01.11.2010            | середня | член Всеукраїнського об'єднання «Батьківщина» | Теофіпольська ЦРЛ, водій                                  |
| Самовисування                                           |                                |                       |         |                                               |                                                           |
| 1                                                       | Яцюк Надія Олексіївна          | 01.11.2010            | вища    | член Всеукраїнського об'єднання «Батьківщина» | Теофіпольський райвідділ культури, бухгалтер              |
| 3                                                       | Мельник Наталія Вініамінівна   | 01.11.2010            | вища    | член Всеукраїнського об'єднання «Батьківщина» | Теофіпольський територіальний центр, соціальний працівник |